# 오세림
오세림(1942년 ~ )은 한국의 초기 합기도 수련자이자 선구자였다. 대한합기도연맹 회장을 18년 동안 역임했다.

## 같이 보기
- 한국 무술
- 합기도